# Тихоокеанський кубок з хокею із шайбою серед жінок
Тихоокеанський кубок з хокею із шайбою серед жінок (англ. IIHF Women's Pacific Rim Championship) — міжнародний жіночий хокейний турнір, що пройшов двічі в перерві між чемпіонатами світу 1995 та 1996 року. Чотири збірні брали участь у турнірі: Канади, Китаю, США та Японії.

## Переможці
- 1995 — збірна Канади.
- 1996 — збірна Канади.

## Статистика
| Країна | Золото | Срібло | Бронза | Залік |
| ------ | ------ | ------ | ------ | ----- |
| Канада | 2      | 0      | 0      | 2     |
| США    | 0      | 2      | 0      | 2     |
| Китай  | 0      | 0      | 2      | 2     |